# Altamira (Huila)
Altamira es un municipio colombiano ubicado al sur del departamento de Huila. Yace sobre las estribaciones de la serranía de la Ceja en la Cordillera Oriental, sobre la margen derecha del río Magdalena. Su extensión territorial es de 201 km², su altura es de 1.079 m s. n. m. y su temperatura promedio es de 23 °C.
Cuenta con una población de 4.626 habitantes de acuerdo con proyección del DANE para año 2019.  Hace parte de la Región Subcentro del departamento. La actividad agrícola es la principal actividad económica del municipio. Además el bizcocho de achira es uno de los productos más importantes de la región, icono del departamento y conocido en el contexto nacional que es producido de forma artesanal y gran escala. Es conocida como «Capital Bizcochera del Huila».

## Geografía
- Extensión total: 201 km²
- Extensión área urbana: 0.059 km²
- Extensión área rural: 181.121 km²

El Municipio es bañado de sur a norte por los ríos Suaza y Magdalena conformando la subregión Suaza Yuma.

### Veredas
Rancho Espinal: es una vereda ubicada al sur del municipio, a 1 km del peaje, y su economía se basa en el cultivo de la uva, limón y Maracuyá.  Posee una atracción turística natural que obedece al lago LLANO DE LA VIRGEN, allí los turistas pescan de forma segura y entretenida.
Otras veredas del municipio son: Pajijí, la Singa, La Guaira, El Tigre, San Carlos, El Grifo, Sempero, El Puente, La Vega del Medio, Llano de la Virgen, Villa Fernanda, La Nueva Escalereta y Minas y Miraguas.

## Economía
La economía de este municipio gira en torno a la producción del bizcocho de achira, hecho en horno de barro principalmente, pero también las roscas de maíz, gelatinas de pata, bocadillos de guayaba, arequipe, merengos (merengues o suspiros), panderos y bizcochos de nata.
Las bebidas también juegan un papel importante en su gastronomía entre las que están la chicha, el guarruz, masato (que es agua de arroz con hojas de naranjo y trozos de panela).
La producción agrícola resalta los cultivos de maracuyá, ahuyama, arroz y uva que se distribuyen en diferentes ciudades. Con la uva se sacan derivados como el vino y la mermelada.

## Artesanías
Se trabajan objetos de porcelana, bordados y tejidos a mano y lencería.
En cerámica lo que más se destaca son las chivas de Pitalito que vienen con muchos colores.
En el sector pecuario se cría ganado bovino.

## Personajes
El sacerdote de origen italiano José Ciffarelli Carelli (Padre José), ejerció como párroco y benefactor de Altamira durante décadas. Asimismo el científico y escritor colombiano David Alberto Campos fue bautizado en Altamira (1986); Otros personajes reconocidos del municipio son el maestro Jairo Calderón un gran músico, autor del Himno de este Municipio, Alfonso Calderon Calderon hermano de Jairo y creador de las Parabólicas en Colombia, el señor Álvaro Sánchez Silva, oriundo de Altamira, quien falleció siendo Gobernador del Huila, Daniel Díaz Cabrera, Benefactor nacido en Altamira, Representante a la Cámara por el Caquetá.

## Ferias y fiestas
Las Fiestas Patronales de San Roque, es una de las fiestas más importantes del Huila, especialmente del centro del departamento, donde el festivo de la Asunción de la Virgen María, se reúnen feligreses de distintas partes de Colombia y visitantes extranjeros para rendir homenaje a San Roque, santo patrono de esta localidad.